# Алгазіно (Вурнарський район)
Алга́зіно (рос. Алгазино, чув. Малти Ишек) — присілок у складі Вурнарського району Чувашії, Росія. Адміністративний центр Алгазінського сільського поселення.
Населення — 423 особи (2010; 445 у 2002).
Національний склад:
- чуваші — 100 %